# Сан-Фелісес-де-лос-Гальєгос
Сан-Фелісес-де-лос-Гальєгос (ісп. San Felices de los Gallegos) — муніципалітет в Іспанії, у складі автономної спільноти Кастилія-і-Леон, у провінції Саламанка. Населення — 519 осіб (2010).
Муніципалітет розташований на відстані близько 260 км на захід від Мадрида, 90 км на захід від Саламанки.

## Демографія
Динаміка населення (INE ):

## Зовнішні посилання
- Сан-Фелісес-де-лос-Гальєгос
- Посилання на Google Maps